# Erich Seidel
Erich Seidel (ur. w 1884, zm. ?) – niemiecki pływak, uczestnik Letnich Igrzysk Olimpijskich 1908 w Londynie.
Podczas igrzysk olimpijskich w Londynie startował w konkurencji 200 metrów stylem klasycznym, gdzie odpadł w półfinale.
Należał do klubu sportowego Berliner Schwimmclub.